# Atanasio V di Gerusalemme
Atanasio V (in greco Αθανάσιος Ε΄; Edirne, 1754 – 28 dicembre 1844) è stato il patriarca greco-ortodosso di Gerusalemme tra il 1827 e il 1844.